# Patrik Eklund
Patrik Eklund, född 7 juli 1978 i Arvidsjaur, är en svensk filmregissör och manusförfattare.
Patrik Eklunds filmer har uppmärksammats och prisats vid kortfilmsfestivaler runt om i världen. Bland annat så har kortfilmen Istället för Abrakadabra blivit nominerad till en Oscar för bästa kortfilm , och hans kortfilm Slitage vann kritikerveckans pris i Cannes 2009
.
2002 startade Eklund egna produktionsbolaget FrameStation.

## Filmografi

### Regi
- 2002 – One Christmas Morning
- 2007 – Situation Frank
- 2008 – Istället för Abrakadabra
- 2009 – Slitage
- 2010 – Den ryska dörren
- 2012 – Flimmer
- 2013 – Syndromeda
- 2015 – Of Biblical Proportions
- 2020 – We Got This (TV-serie)
- 2023 – Konferensen

### Manusförfattare
- One Christmas Morning (2007)
- Situation Frank (2007)
- Istället för Abrakadabra (2008)
- Slitage (2009)
- Flimmer (2012)
- Syndromeda (2013)
- Of Biblical Proportions (2015)
- 2020 – We Got This (TV-serie)